# Iann Dior
Michael Ian Olmo művésznevén Iann Dior vagy iann Dior, (Arecibo, Puerto Rico, 1999. március 25.) egy Puerto Ricó-i rapper, előadóművész, dalszövegíró. 2019-ben vált híressé az "Emotions" és a "Gone Girl" című dalaival. 2020-ban érte el az igazán nagy sikert, amikor 24kGoldn "Mood"-jában közreműködött. A dal a Billboard Hot 100 első helyén tetőzött.

## Élete
Puerto Ricó-ban született Arecibo területén, Tommo és Anabelle Llamo gyermekeként. Még kisgyermekkorában családjával a texasi Corpus Christibe költöztek. A spanyol volt az első anyanyelve, de költözésük után hamar meg kellett tanulnia angolul. Latin vérét sose tagadta, büszke származására, és egyszer azt mondta, hogy fontolóra veszi, hogy áttér a latin zenére. 
Elmondása szerint szülei szigorúan fogták őt, főleg zenehallgatás tekintetében. Innen is ered a nagy rajongás a rapzene iránt.

## Karrier
Iann Dior eleinte Olmo néven kezdett el zenélni, aztán 2019 elején átváltott az iann Dior névre, miután leszerződött egy lemezkiadóhoz. A népszerűséget az Emotions című száma hozta el neki, ami pár hét alatt több millió megtekintést hozott neki SoundCould-on.
Dior dalai ezután is növekvő figyelmet kaptak, és lemezszerződést írt alá az Internet Money Records, a TenThousand Projects és a Caroline Records lemezkiadókkal.
Alig pár hét múlva kiadta a legismertebb kislemezét, a Gone Girl-t. Több, mint 100 millióan töltötték le Spotify-on. Ezen a kislemezen Trippie Redd és Lil Mosey is szerepel. Második albumát, az Indrustry Plantet 2020-ban adta ki.

### Zenei stílusa
iann Dior egy olyan fiatal zenész, aki mindössze pár hónap alatt lett az emo hip hop meghatározó zenésze, mégis rengeteg kritika éri, mert sokak szerint az egész karrierje és a médiában mutatott képe csupán csak egy okos üzleti fogás. 
A zenélést egy szakítás miatt kezdte el, még gimnazista korában egy Sarah nevű lány összetörte a szívét. Ez a rossz élmény késztette arra, hogy zenét írjon, mert bánatát a szomorú dalok készítésébe ölte bele. 
Elmondása szerint J. Cole volt az inspirációja és legnagyobb példaképe, ami sokak szerint érdekes, mert nagyon különböző iann Dior és J. Cole zenei munkássága. A zenéit elkezdte feltöltögetni SoundCould-ra, amelyeket időről időre többen néztek meg. A zenéinek híre eljutott híres producerekhez, akik leszerződtették.
Zenéi énekes, dallamos, popos hangzású emo hip hop, ami egyre népszerűbb világszerte. Beat-jeiiben rendszeresen használ rock és punk betéteket mixelve, amire ha ráénekel, akkor egy szomorkás, de nagyon kellemes dal lesz az eredmény.

## Industry Plant és marketingfogás
Iann Dior a dalaiban általában szerelmi bánatot és drogproblémáját dolgozza fel, az emós stílusa vizuális megjelenésén is látszik, hogy az emós stílusra hajaz. Ezért sokan úgy tartják, hogy ő egy Industry Plant (egy amerikai kifejezés azokra a zenei előadókra, akik a médiában szerepet játszanak), azzal vádolták, hogy az egész karaktere csak egy szerep, amit a kiadója talált ki neki. iann Diort is az a kritika érte, hogy nem vehető komolyan ez a mindig szomorú, mindig melankólikus stílus, és csak azért csinálja, mert ezzel lehet pénzt keresni. Iann Dior erre az Industry Plant megbélyegzésre úgy reagált, hogy a második albumának az Industry Plant elnevezést adta. Ezzel elérte célját: ha az internetes keresőbe megemlítik a nevét az Industry Plant jelenséggel, akkor rögtön új albumát adják ki, és nem pedig a negatív kommenteket.

## Diszkográfia

### Albumok
- nothings ever good enough (2019)
- Industry Plant (2019)
- I'm Gone (2020)
- On The Better Things (2022)